# 에스토니아
에스토니아(에스토니아어: Eesti 에스티 [ˈeːsʲti] 듣기 (도움말·정보))는 북유럽에 위치하며 북쪽과 서쪽은 발트해, 동쪽은 러시아, 남쪽은 라트비아와 닿아 있다. 수도는 탈린이다. 정식 명칭은 에스토니아 공화국(에스토니아어: Eesti Vabariik 에스티 바바리크)이다.
제1차 세계대전 때 독립국가를 선언하였으나, 1940년 다시 소련에 강제 점령 병합되었다. 50년 뒤 노래 혁명과 발트의 길을 비롯한 독립운동과 소련 해체로 1991년 8월 20일 자주권을 회복하여 공화국이 되었다. 2004년 5월 1일에 유럽 연합에 가입했다. 발트 3국의 최북부에 있으며, 빙하 작용을 받은 토지는 낮고 평평하다. 기후는 습윤하며, 삼림·습지·목초지는 매우 넓다. 민족 구성은 65%가 에스토니아인이다. 공용어로는 에스토니아어를 사용한다. 의회는 단원제로 직접 선거로 선출되며 임기는 4년이다. 발트해를 따라 핀란드, 스웨덴과 국경을 접한다. 핀란드에서는 에스토니아를 "Viro"(비로)라는 이름으로 부르기도 한다.

## 역사
에스토니아는 상고적부터 핀우그리아어파의 언어를 사용하는 우랄계 민족인 에스토니아인들의 땅이었으며, 리보니아의 발트족과도 관계를 주고받았다. 중세에 독일의 프라테스 밀리치아이 크리스티(Fratres militiae Christi) 기사단의 리보니아 원정에 의해 1227년 정복되며 기독교화되었다. 이후 덴마크의 지배를 받다가 17세기 스웨덴-러시아 전쟁의 결과로 스웨덴령으로 넘어갔다. 18세기부터는 러시아 제국에 의한 지배를 받게 되었는데, 19세기 초부터 이른바 국민계몽(Ärkamisaeg)으로 불리는 민족주의 부흥 시대가 시작되며 민족 독립을 원하는 목소리가 높아졌다.
10월 혁명으로 제정 러시아가 무너지고 난 뒤 1918년 2월 24일 에스토니아는 독립국가가 되었다. 1934년에 초대 국무총리였던 콘스탄틴 패츠(Konstantin Päts)가 쿠데타를 일으켰고, 1939년 8월 23일 소련은 나치 독일 과 리벤트로프-몰로토프 밀약을 맺어 중앙유럽을 독일과 소련이 각각 분할하기로 하는 비밀 의정서를 만들었을 때 같은 의정서에서 에스토니아는 소련의 영향권에 두기로 인정받았다. 소련은 1940년 6월 중순에 에스토니아를 점령하여  소련의 내무인민위원회 요원은 에스토니아의 국경 초소를 급습하였고,:20 에스토니아군을 몰아낸 뒤 소비에트 간부단으로 대신하였다.:20 의회와 여타 정부 부처의 공직자를 뽑는 선거에서는 명부에 후보자가 한 명씩밖에 없었는데, 독재로부터의 해방이라는 명분으로 선거가 치러져 선거의 공식 결과에서 친(親)소련 후보가 92.8%의 표를 얻었다.:21 그렇게 구성된 의회는 곧 소비에트 연방에 가입할 것을 요청하였으며, 소련의 승인을 얻어 1940년 8월 6일, 에스토니아 소비에트 사회주의 공화국으로 소련에 병합되었다.:21 국제 사회는 이와 같이 진행된 소련의 발트 3국 병합을 불법으로 보고 비판하였다.:117 에스토니아는 1941년 6월 하순부터 1944년까지 나치 독일군에게 점령되었다. 1991년 8월 20일 노래혁명과 소련의 붕괴로 독립을 되찾았으며, 8월 20일은 에스토니아의 국경일로 지정되어 있다.
소련 군대가 에스토니아를 떠난 1994년 8월 31일 이후 에스토니아는 서유럽과의 관계 정상화에 노력을 기울여 2004년 3월 29일 북대서양조약기구(NATO)에, 2004년 5월 1일 유럽 연합(EU)에 가입했고, 2011년 1월 1일부터 유로를 공식화폐로 도입했다. 에스토니아는 세계에서 최초로 휴대폰으로 투표를 치르게 되는 방식을 2012년에 도입하여 주목을 받았다.

## 지리
에스토니아는 국토 전체가 빙하침식에 의한 평야 지대이다. 남쪽으로 라트비아와 접하며, 동쪽으로 러시아와 국경을 접하는데 이쪽에 페이푸스호가 있다. 서쪽으로 발트해, 북쪽으로 핀란드만을 끼고 있기도 하다. 평균 해발고도가 50m에 불과하고 가장 높은 지대라고 해도 318m에 지나지 않는다.
유혈암(오일셰일)과 석회석 그리고 전체 국토의 7%에 해당하는 삼림이 국가 경제의 주 원동력이 되고 있다. 에스토니아에는 1,400여 개나 되는 작고 큰 호수가 있다. 거의 대부분은 작지만 가장 큰 호수는 3,555km2에 이르는 페이푸스호(Lake Peipus)이다. 강 줄기도 많아서 162km의 지류인 버한두강(Võhandu), 패르누강(Pärnu) 등이 있다.
에스토니아 인근의 도서 지역은 1,500여 개 이상인 것으로 추측되며 가장 큰 두 섬은 사레마섬(Saaremaa)과 히우마섬(Hiiumaa)이다.
냉량습윤한 해양성기후이며, 평균기온은 1월 -5.9°C, 7월 16.8°C이고, 연강수량은 600~750mm다.

## 정치
에스토니아는 의회 공화제를 채택한 단일 국가이다. 단원제 입법부로 리기코구 (Riigikogu)가 있으며, 행정부로는 에스토니아 정부를 두고 있다.
리기코구는 에스토니아의 의회로, 총 101인의 국회의원으로 구성되며 임기는 4년이다. 매 선거마다 18세 이상의 에스토니아 국민이 투표에 참여하며, 전원 비례대표로 선출된다. 리기코구는 에스토니아 정부를 승인하는 역할을 맡으며, 통상적인 입법 활동, 국가예산 수립, 국회 감사활동 등을 수행한다. 또한 에스토니아 대통령의 승인을 거쳐 에스토니아 대법원장, 에스토니아 은행 총재, 감사원장, 법무관, 총사령관을 임명할 권한도 지닌다.
에스토니아 총리는 대통령의 권고에 따라 에스토니아 정부를 수립하며, 의회의 승인으로 공식 출범한다. 에스토니아 정부는 총리가 수장을 맡으며, 자국 현안과 대외정책을 펼쳐 나간다. 중앙정부 산하 부처에는 장관을 수장으로 각자 부문에 대한 업무를 관할한다. 한편 별도의 소속부처 없이 활동하는 '무임소 장관'도 가끔씩 임명된다. 에스토니아 정부는 여러 정당이 내각에 참여하는 연립내각 체제를 띄는 경우가 많은데, 이는 원내에서 한 정당이 과반 의석수를 차지하는 경우가 드물기 때문이다.

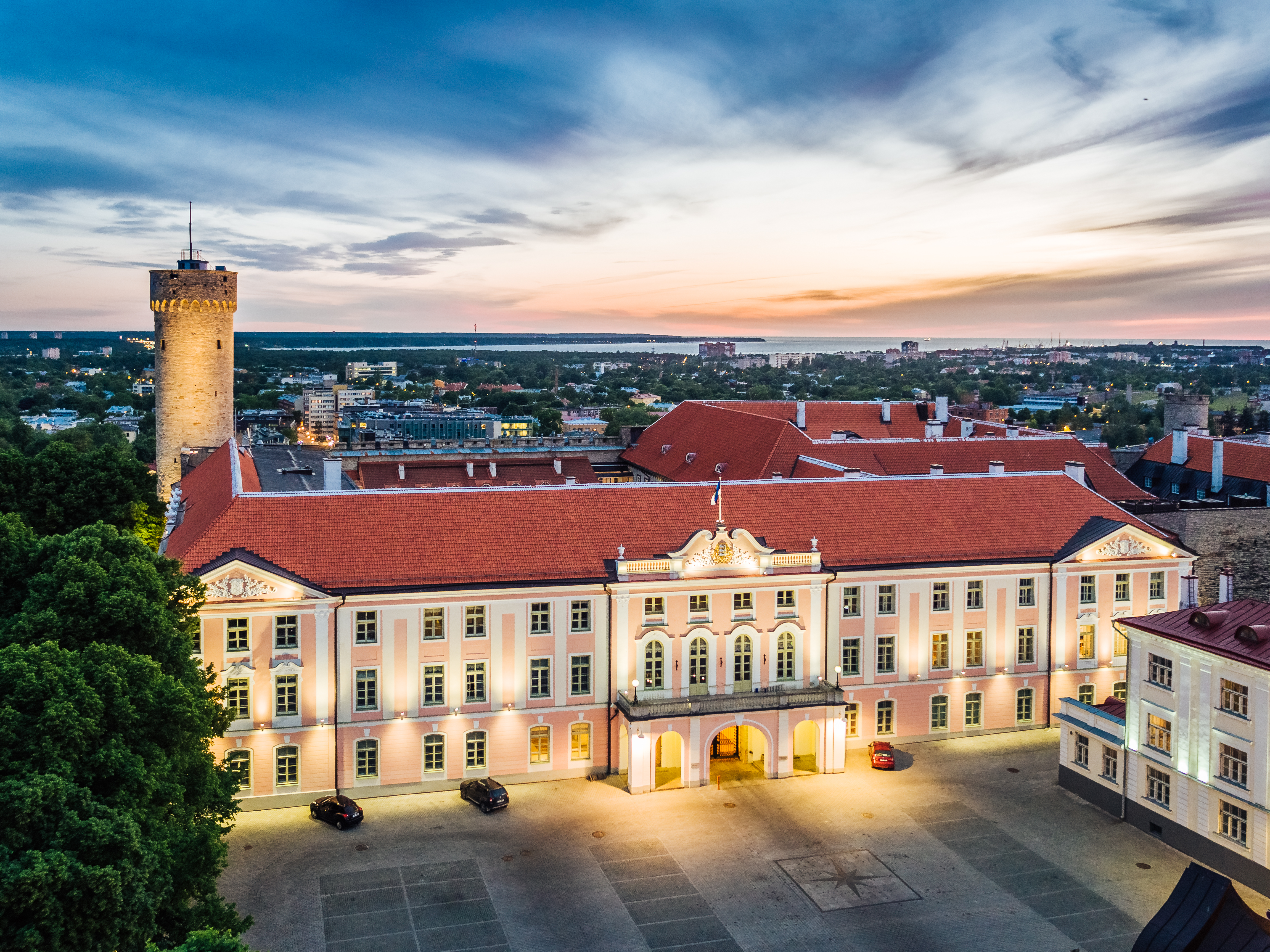
에스토니아 의회 리기코구의 국회의사당으로 쓰이는 톰페아성

에스토니아의 국가원수는 에스토니아 대통령으로 국가를 대표하는 동시에 의례적인 역할을 맡는다. 에스토니아 대통령은 국민에 의한 직접선출이 아닌, 의회에서 특별 선거인단에 의한 간접선거로 선출된다. 대통령은 의회에서 통과된 법을 승인하는 권한을 지니며, 법안을 의회로 돌려보내 새 토의와 결의를 진행토록 하는 승인 거부권 행사도 할 수 있다. 대통령이 거부권을 행사한 법안을 의회가 다시 한번 통과시킬 경우, 대통령은 해당 법안의 위헌심판을 청구할 권리를 지니게 된다. 이 밖에도 에스토니아 대통령은 국제 외교무대에서 국가를 대표하는 역할을 맡는다.
에스토니아 정부는 전자정부 구축을 적극 추진하고 있으며, 전체 행정 서비스의 99%가 하루 24시간 언제든지 온라인으로 이뤄질 수 있도록 하였다. 2005년 에스토니아는 지방선거에 즈음하여 세계 최초로 인터넷을 통한 전자투표를 실시하는 국가가 되었다. 가장 최근인 2019년 총선에서 전체 투표수 중 44%가 온라인 투표인 것으로 집계되었다.
가장 최근 선거인 2019년 에스토니아 총선에서는 총 다섯 개 정당이 국회의원을 배출하였다. 에스토니아 중도당의 당대표인 위리 라타스가 에스토니아 보수인민당, 이사마당과 함께 연립내각을 이루며 총리 연임에 성공하였다. 나머지 에스토니아 개혁당과 사회민주당은 야당으로 남게 되었다. 하지만 2021년 1월 라타스 총리가 부패혐의로 실각하고, 에스토니아 개혁당의 카야 칼라스 당대표가 에스토니아 최초의 여성 당대표로써 에스토니아의 총리로 선출하였다. 칼라스 총리는 야당이 된 에스토니아 중도당과의 연립내각을 통해 원내 1·2당이 참여하는 안정적인 정치 기반을 확보하였다.
에스토니아 헌법에서 국민투표를 통한 직접민주주의 실현 가능성을 제시하고 있으나, 1992년 헌법 제정 이래 실시된 국민투표는 2003년 유럽연합 가입 국민투표가 유일하다.

### 사법과 치안

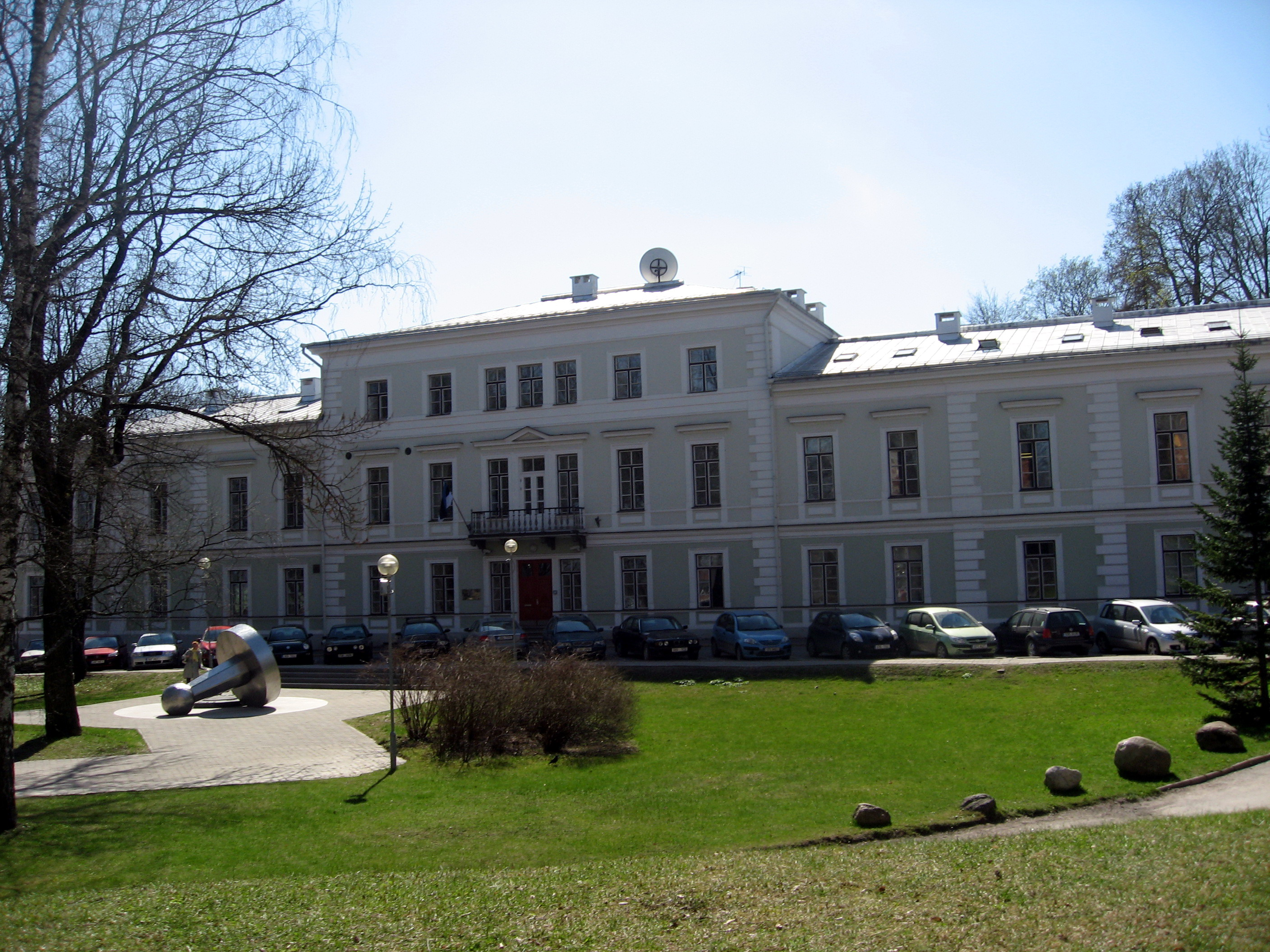
에스토니아 대법원 (타르투 시 소재)

국가의 기본법으로 에스토니아 헌법이 있으며, 인간의 존엄성, 민주주의, 법치국가, 사회국가, 에스토니아의 정체성이라는 다섯 가지 원칙에 의거한 헌법적 질서를 수립하고 있다. 에스토니아 법률은 대륙법 체제를 채택하고 있으며, 독일법을 모델로 삼고 있다.
에스토니아의 사법제도는 3심제이다. 1심은 모든 형사·민사 사건을 처리하는 주법원과, 중앙정부 및 지역정부 당국을 상대로 하거나 기타 사회적 분쟁을 다루는 행정법원으로 나뉜다. 2심으로 구역법원이 있으며, 항소 사건을 심판한다. 3심인 대법원은 상고법원으로서 헌법재판도 겸하는데, 총 19인의 대법관으로 구성되어 있다. 법원은 독립성을 준수하며, 판사도 종신직으로서 범죄행위로 유죄판결을 받은 경우에만 판사직에서 물러날 수 있다. 에스토니아의 사법제도는 유럽연합 사법평가 (EU Justice Scoreboard)에서 EU 회원국 가운데서도 가장 효율적인 제도로 평가받은 바 있다.
오늘날 에스토니아는 유럽에서도 가장 안전하고 안정된 국가로 꼽히지만, 90년대와 2000년대만 하더라도 조직범죄가 만연했다. 당시 조폭 세력들 간의 느슨한 연대가 구축되어 있었는데 특히 러시아 출신 조직이 많았으며, 매춘, 차량절도, 마약거래 등 다방면으로 활동자금을 확보했다. 옛날에는 핀란드의 공사업체로 노동자들을 '알선'시켜 그 임금을 가로채는 조직들도 큰 문제가 되었다. 에스토니아의 마피아 단체 역시 규모는 작을지언정 계급과 조직이 탄탄하기로 유명했으며, 다소 위축된 모습이기는 하나 지금까지도 여전히 잔존해 있다. 같은 시기 에스토니아의 살인률 역시 역대 최고를 기록하였는데 1999년부터 2001년까지 인구 10만 명당 9.4명이 살해된 것으로 평균치가 집계되기도 했다.

### 대외 관계

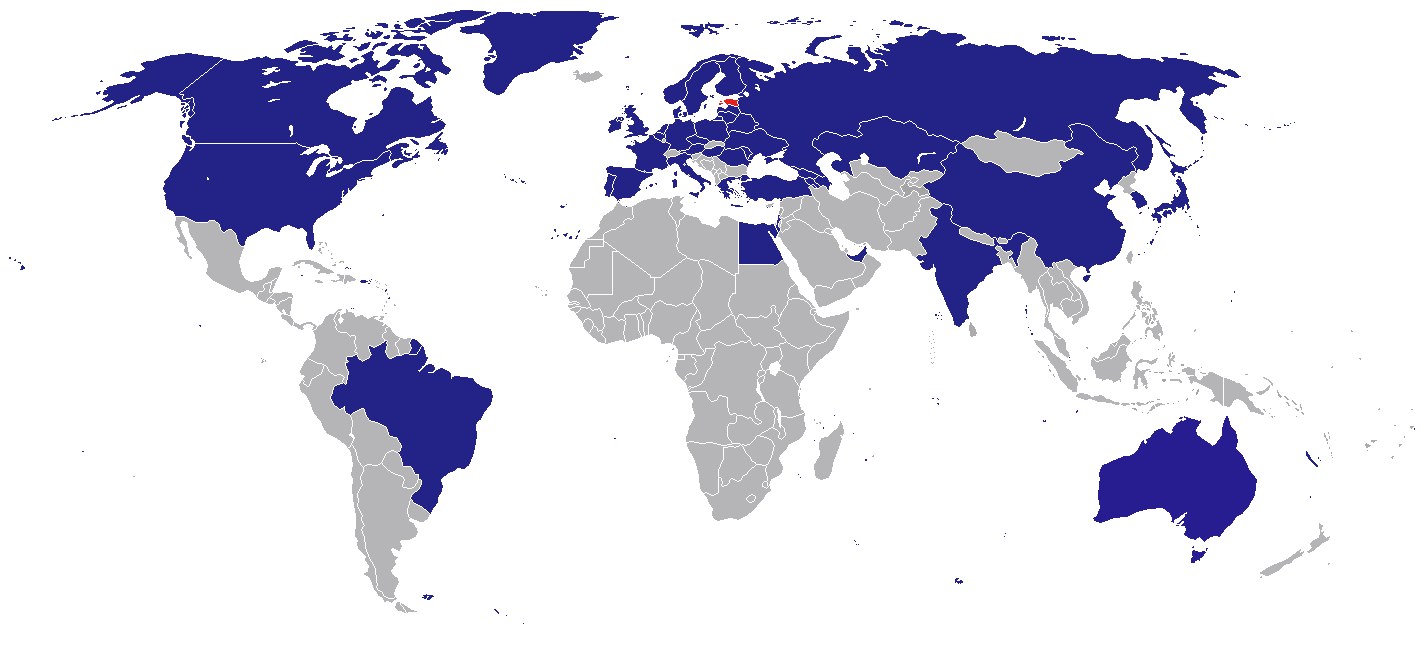
에스토니아의 대사관 주재국 현황

에스토니아는 1921년 9월 22일 국제연맹에 가입하였으며, 소련 해체 후인 1991년 9월 17일 유엔에 다시 가입하였다. 주권 독립 이래 에스토니아는 서방 국가와의 밀접한 외교를 추진하고 있으며 그 영향으로 2004년 3월 29일 나토에, 2004년 5월 1일 유럽연합에 가입하였다. 2007년에는 솅겐 조약에 서명하였으며 2011년에는 유로존에 가입해 유로화를 공식 통화로 채택하였다. 이러한 노력과 더불어 2012년 말 수도 탈린에서 유럽연합 산하 대규모 IT시스템 운영관리국이 출범하여, 유럽연합 산하기관 본부가 처음으로 설치되었다. 2017년 하반기에는 유럽 연합 이사회 의장국이 되었다.
에스토니아는 같은 발트해 연안국인 라트비아, 리투아니아와 함께 발트 3국으로 불리며, 소련으로부터의 독립국 지위를 되찾은 1990년대부터 활발한 3자 협력관계를 이어나가고 있다. 발트3국 의회 간의 실질적인 지역 협력체인 발트 의회가 설치되어 있으며, 발트3국 정부간의 협력와 더불어 '발트 협의회'라는 공동포럼을 수립하였다. 에스토니아는 노르딕 국가과의 북유럽 협력관계에도 참여하고 있으며, 특히 핀란드와 스웨덴과 밀접한 외교관계를 이루고 있다. 또 노르딕3국과 발트3국을 잇는 외교 협의체인 노르딕-발틱 에이트(NB8)의 회원국으로 남아있다. 노르딕3국과 발트3국 간의 공동 프로젝트로는 다국가 교육 프로그램인 '노르드플러스' (Nordplus)와 경제산업 부문과 공공행정 부문의 유동성 강화 프로그램이 있다. 또 노르딕 장관 협의회는 탈린에 사무소를, 타르투와 나르바에 부사무소를 설치해 운영하고 있다. 에스토니아를 비롯한 발트3국은 노르딕 투자은행, 유럽연합 노르딕 전투군 회원국이며 2011년에는 노르딕 방위협력체 (NORDEFCO)와 특정 부문활동 협력이 이뤄지기도 했다.
에스토니아는 그 지리적 인접성 탓에 노르딕 국가로 보자는 목소리도 적지 않은데, 이 같은 발상은 1999년 12월 토마스 헨드리크 리베스 에스토니아 외무장관이 스웨덴 국제외교연구소에서 "노르딕 국가로서의 에스토니아"란 이름의 연설을 하면서 본격화되었다. 여기에는 자국에 비해 발전이 더뎌서 에스토니아의 EU 조기 가입을 늦출 수도 있었던 남쪽 이웃국가, 즉 라트비아, 리투아니아와 차별되길 바라는 정치적 계산이 작용하였다. 2005년 안드레스 카세캄프는 발트 3개국이 유럽연합과 나토에 다같이 가입하면서 정체성 공감대는 줄어들었지만, 미래에는 발트3국 내 노르딕 정체성 환기가 증대하여, 노르딕 5국과 발트 3국이 하나의 지역단위로 묶이게 될 것이라고 전망하였다.
이 밖에도 에스토니아는 OECD, OSCE, WTO, IMF, 발트해 국가 이사회 등의 국제기구의 회원국으로 있다. 2019년 6월 7일에는 유엔 안전 보장 이사회의 비상임이사국으로 선출되어, 2020년 1월 1일부터 임기를 수행하게 되었다.
러시아와의 관계는 역사적인 배경과 외교적 갈등으로 여전히 냉랭한 관계를 이루고 있으며, 특히 에스토니아에 거주하는 러시아인 문제와 러시아 소비에트 사회주의 연방공화국에 편입된 일부 영토의 영유권 주장에 따른 갈등을 겪고 있으나, 부분적인 외교 협력은 지속되고 있다. 미국과의 관계는 친서방 정책으로 매우 좋은 편이었으나, 도널드 트럼프 정권 시절 외교적 갈등을 빚어 제임스 멜빌 에스토니아 주재 미국 대사가 물러나는 사건이 있었다. 대한민국과의 외교 관계는 1991년 독립 직후부터 이뤄져 왔으며, 북한과는 2006년 핵 실험을 계기로 국가승인을 취소한 이래 미수교 상태로 남아 있다.

### 군사

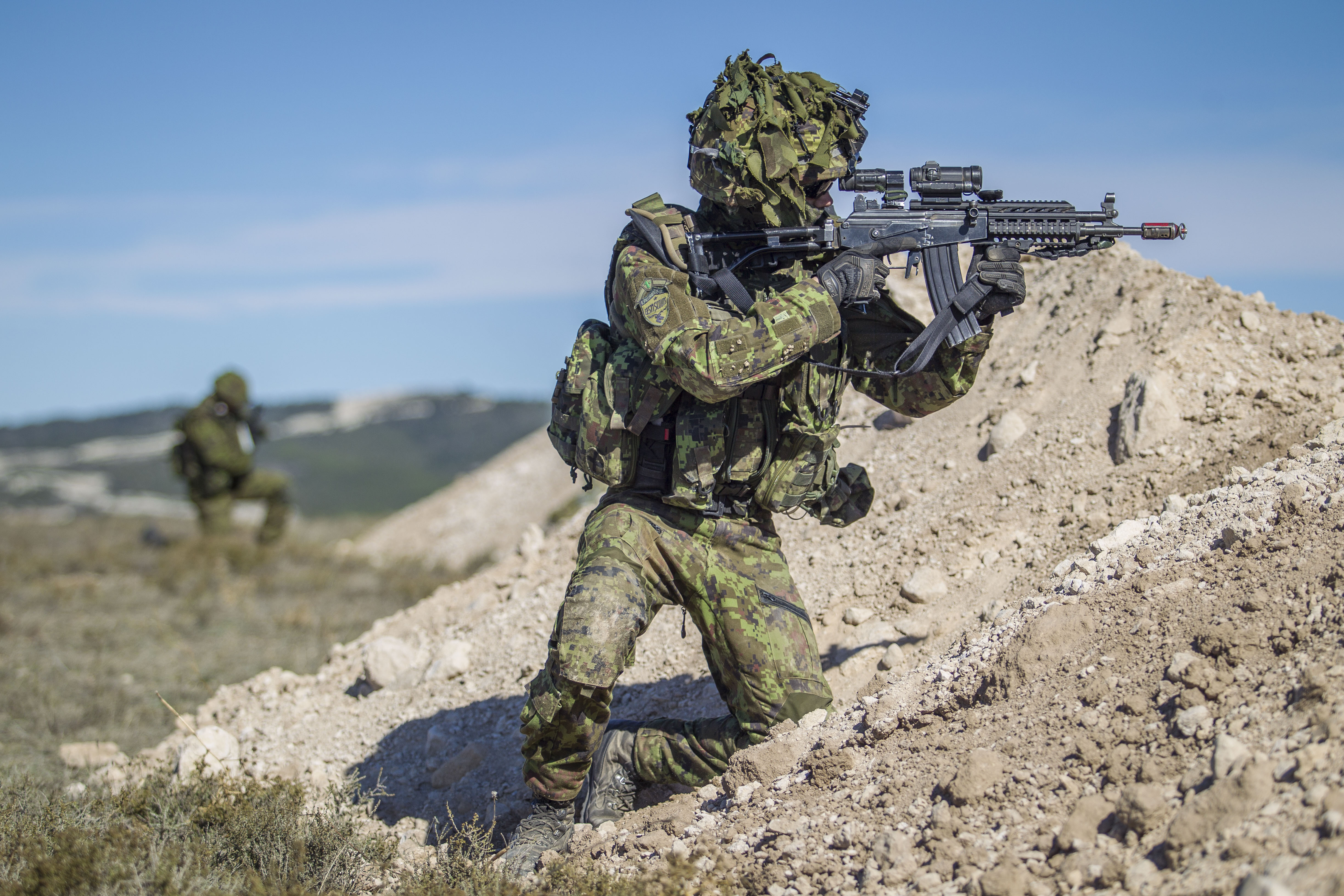
2015년 나토 연합훈련 당시 에스토니아군 병사

에스토니아의 국방을 책임지는 군조직으로 에스토니아 방위군이 있으며 에스토니아 육군, 에스토니아 해군, 에스토니아 공군으로 구성된다. 에스토니아는 징병제 국가이며, 만 18세~28세의 건강한 남성을 대상으로 8개월에서 11개월의 의무적인 병역을 부여하고 있는데, 이때 복무기간은 훈련과 군 보직에 따라 갈린다. 에스토니아 방위군의 평시 군병력은 6천 명으로 이 중 절반이 병역수행 인원에 해당된다. 전시 동원되는 군병력은 6만 명으로 산정되어 있으며, 2만 1천명은 상시 투입 준비된 상태로 남아 있다. 에스토니아의 국방예산은 나토의 국방지출 기준에 따라 2015년부터 국가 GDP의 2% 이상으로 책정되었다.
에스토니아 방위 연대는 에스토니아 국방부 감독 하에 있는 자발적인 방위조직이다. 군사원칙을 기반으로 조직되어 자체 군장비를 갖추고 있으며, 소속대원들을 위해 게릴라 전술을 비롯한 다양한 군사훈련을 실시하고 있다. 방위연대는 총 1만 6천명의 대원이 소속되어 있으며 여기에 제휴단체 소속 1만 명도 추가로 속해 있다.
에스토니아는 발트해 공동방위 이니셔티브를 통해 라트비아, 리투아니아와 협력하고 있다. 삼국은 발트 항공 감시 네트워크 (BALTNET)의 일환으로 NATO 대응군으로 참여하는 발트해 영공관제 센터, 발트대대 (BALTBAT)를 관리하고 있으며, 공동 군사교육기관인 발트 국방대학도 타르투에 두고 있다.
에스토니아는 2004년 NATO에 가입하였으며, 2008년에는 탈린에 우수 사이버 공동 방위센터가 설립되었다. 2017년부터는 러시아군의 우크라이나 군사개입에 따라 NATO 보강 전방주둔군 대대군이 타파 육군기지에 주둔하게 되었다. 또 2014년부터는 NATO군의 발틱 항공 헌병대가 애마리 공군기지를 중심으로 임무를 수행하고 있다.
에스토니아는 1995년부터 세계 분쟁지역에서 국제안보 및 평화유지 임무를 수행하고 있으며 아프가니스탄, 이라크, 레바논, 코소보, 말리 등이 대표적이다. 특히 아프가니스탄에서는 2009년 파병규모가 289명에 달해 최대 규모를 기록한 바 있다. 아프가니스탄과 이라크에서 임무 수행 중 전사한 에스토니아 군인은 총 11명에 달한다.

### 행정구역

에스토니아의 행정 구역

에스토니아는 단일 국가이며, 1단계로 통합된 지방자치정부 체계를 두어 지역현안을 처리하도록 되어 있다. 2017년 행정구역 통폐합으로 현재 총 79개의 지방정부가 설립되어 있으며, 15개 시 (Linn)와 64개 마을 (Vald)로 구성되어 있다. 다만 시나 마을에 상관 없이 모든 지방자치단체가 동등한 법적 지위를 지닌다. 이들 지방정부는 다시 한번 15개 주를 이루어 최고 행정구역 단위를 구성한다. 주 정부의 최고 지도자인 주지사는 중앙 정부가 임명하며 임기는 3년이다.
지역 대의기관으로 시의회를 두고 있으며, 매 4년마다 치러지는 지방선거에서 시의원을 선출한다. 각 시의회는 지방정부를 임명하며, 그 수장으로 시장을 둔다. 지방분권화 추세에 따라 각 지역정부는 구를 설치할 수 있으며, 이들 구는 일정한 범위 내에서 자체 권한을 보장받는다. 현재 수도 탈린과 히우마시에서 구를 설치하고 있다.
공식적인 행정구역 체계 외에도 마을 (küla), 소구 (alevik), 구 (alev), 도시 등의 구분법도 존재한다. 그 기준은 인구수에 따라 세워지며, 300명 이하는 마을, 300명~1000명은 소구, 1000명 이상은 구 내지는 도시로 구분하는 것이 보통이다.

## 경제
유럽 연합의 회원국으로서 경제적으로 발달했으며, 소련에서 독립한 국가로는 가장 성장이 빠르고 경제수준이 높은 나라이다. 이러한 급속 성장으로 에스토니아는 발틱의 호랑이라고 불리기도 한다. 2011년 1월 1일부터 유로화를 도입했다. 유럽 연합의 통계청인 Eurostat에 따르면 에스토니아는 2010년 유럽 연합 회원국 중 가장 낮은 6.7%의 채무율을 자랑했다고 한다. 최근 세계의 매체는 에스토니아를 북유럽 국가로 분류하고 있다. 경제적 영향력, 정치, 문화가 다른 발틱 국가들과 다르기 때문이다.
최근 20년 에스토니아의 성장은 핀란드, 스웨덴 그리고 독일의 영향을 많이 받았다. 이 3개의 국가가 에스토니아의 주 무역대상이다. 에스토니아 개혁당은 에스토니아의 1인당 국내총생산을 2014년까지 유럽 연합 최고 수준까지 상승시키겠다고 주장하였다.
2007년에 시작된 경제 불황으로 에스토니아의 GDP는 2008년 2분기 1.4% 감소를 시작으로, 3분기에는 3% 이상, 4분기에는 9% 이상 감소하였다. 이에 따라 에스토니아 정부는 예산 보충안을 세웠고 이는 에스토니아 의회인 리기코구에 의해 통과되었다. 이것을 시작으로 2008년 지출은 61억 크론에서 32억 크론으로 감소하였다. 2010년, 경제가 안정되고 강력한 수출로 성장이 다시 시작되었다. 2010년 4분기에는 에스토니아 공업 생산량이 전년대비 23% 증가하였다. Eurostat에 따르면 2008년 에스토니아 일인당 국내총생산이 유럽 평균의 67%에 미친다고 하였다. 2011년 3월 에스토니아의 1인당 평균 월 수입은 843유로라고 발표하였다. (2011년 기준 150만원가량)
하지만 1인당 국내총생산은 지역마다 다르다. 국내 총생산의 50%를 수도 탈린에서 생산해낸다고 한다. 2008년 기준 에스토니아의 일인당 총생산은 1만 5천 불가량이지만, 수도 탈린은 다른 지역보다 172% 높은 수치를 나타내었다. 이는 유럽 연합 평균 일인당 총생산의 115% 높은 수치라고 한다. 실업률은 11.7%로 유럽 연합 평균보다 높으며, 실제 GDP 성장률인 8%보다 높은 수치이다.

### 발전 시작
1929년까지 에스토니아의 화폐인 크론이 에스토니아 은행에서 발행되었다. 하지만 소련에 합병된 후 발행이 금지되었고, 서유럽에 초점을 두었던 무역도 금지 되었다. 1940년대에 있었던 제 2차 세계대전이 발발하기 전까지만 해도 농업으로 어느 정도 성장을 하는 국가였지만, 1940년 소련의 합병과 나치의 만행으로 경제적으로 피폐해졌다.
전쟁이 끝나고 독립을 한 1991년부터 에스토니아는 자국을 동구권과 서유럽을 이어주는 문으로 활용하였고, 서유럽의 경제 체제를 본따 경제 개혁을 시작하였다. 1994년 밀턴 프리드먼의 이론에 기초를 두어 에스토니아는 일률 과세를 도입하였고, 세금을 26%로 동결하였다. 그리고 2005년 1월 세금을 24%로, 2006년 1월 23%로, 마지막으로 2008년 1월 21%로 감축하였다. 에스토니아 정부는 2004년 말 자국의 유로화 디자인을 완성했고, 2011년 1월 1일 도입하였다. 1999년 에스토니아는 1991년 독립 이후 최대의 경제위기를 맞게 되는데, 이는 1998년에 있었던 러시아 금융위기가 이유가 되었다. 이후 1999년 11월 유럽 연합의 도움으로 세계 무역기구에 가입하였고, 2002년 유럽 연합의 동의를 받아 2004년 가입하게 된다. 2010년 OECD 가입으로 한번 더 경제대국이라는 것을 알리게 되었다.

### 자원, 환경, 산업
에스토니아가 자원이 부족한 국가로 알려져있지만, 곳곳에서 소규모의 자원이 발견되어 사용하고 있다. 유혈암과 석회석이 주를 이루며 이 국가의 48%를 덮고 있는 숲도 이에 포함된다. 유혈암과 석회석 외에도 에스토니아는 인회암, 우라늄과 화강암을 가지고 있다. 하지만 지금은 채굴하지 않고 있고, 그나마 채굴 하고 있는 곳도 소규모에 불과하다.
최근에, 에스토니아 여론은 원자력 발전소를 짓자는 의견이 제시되었는데, 이는 동쪽 나르바에 있는 발전소들이 노후화되어 전기 공급이 힘들어졌기 때문이다. 2016년까지 재건되지 않으면 원자력 발전소를 짓는다고 한다.
식품 제조업, 건설업 그리고 전기 산업이 에스토니아의 산업 중 가장 많은 비중을 차지하는데. 2007년 조사에 따르면 이 산업에 종사하는 종사자 수가 8만 여명이고 이는 에스토니아 노동 인구 중 12%를 차지 한다고 한다. 또 이 나라의 주요 산업은 제조업과 화학 산업인데, 이다비루 주와 탈린에 많이 있다고 한다.
에스토니아는 첨단 산업의 중심지라고도 불리며 정보 산업으로 크게 발전한 국가이다. 이는 90년대 중반, 정부에서 실시한 트리그리후페 프로젝트 때문이다. 덕분에 에스토니아는 전 세계 국가 중 인터넷 속도 1위(2010년 기준)를 차지했으며, 수도 탈린 중심지의 건물은 거의 대부분 와이파이 설비를 갖추고 있다고 한다. 또한 스카이프가 바로 에스토니아에서 만들어졌는데, 창설자가 에스토니아인이고 본사가 탈린에 있다고 한다.

### 무역
에스토니아와 각 국가간의 무역 비율
| 에스토니아 | 수출  | 수입  |
| ---------- | ----- | ----- |
| 스웨덴     | 15.9% | 10.2% |
| 핀란드     | 14.5% | 14.4% |
| 러시아     | 12.1% | 6.8%  |
| 라트비아   | 8.7%  | 9.6%  |
| 리투아니아 | 5.4%  | 8.6%  |
| 독일       | 4.5%  | 10.6% |

## 사회

### 주민

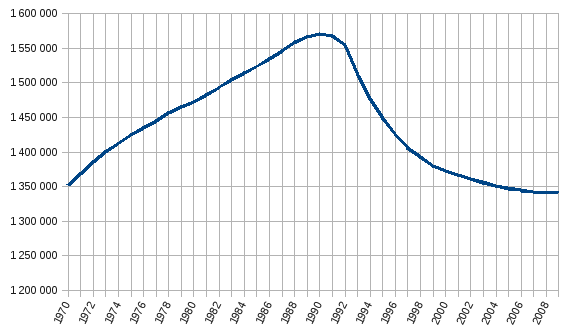
에스토니아의 인구 추이

세계 2차 대전 이전, 에스토니아를 차지하는 에스토니아인은 전체 인구의 88%를 차지했다. 1934년 통계에 따르면 12%를 차지하는 소수 인에는, 러시아인, 독일인, 스웨덴인, 라트비아인, 유대인, 폴란드인, 핀란드인이 주를 차지하였다. 소련 아래에 있던 1945년부터 1989년까지, 에스토니아를 차지하는 에스토니아인은 전체 인구 61%대로 떨어졌고, 러시아인, 벨라루스인 그리고 우크라이나인의 대거 유입으로 도시화가 시작되었다. 1989년까지 에스토니아의 소수인들은 에스토니아 전체 인구의 3분의 1을 차지했다. 하지만 소련 붕괴 이후, 러시아인의 전출로 인해 지금까지도 급격한 인구 감소를 겪고 있다.
현재 주민은 에스토니아인이 65.3%, 러시아인이 28.1%, 우크라이나인이 2.5%, 벨라루스인이 1.5%, 핀란드인이 1%, 기타 1.6%가 있다.(1998년) 구 소련 해체후에 발트 3국 내에서 법적으로 외국인이 되어버린 러시아계 주민의 문제가 라트비아, 리투아니아만큼은 아니나 사회적 갈등요소이다. 2007년 소련군 동상 철수로 말미암아 에스토니아에 거주하던 러시아인들이 폭동을 일으켰다.
여성 1인당 합계출산율은 2005년 현재 1.5명으로 , 출산력 수준은 차차 회복 중에 있다. 그러나 2005년 현재 천 명당 출산율은 10.66명, 천 명당 사망률은 12.86명이어서 인구 감소세는 여전하다.

### 도시화
수도인 탈린이 에스토니아에서 가장 큰 도시이다. 에스토니아 북해안에 자리 잡았으며, 핀란드만을 사이로 핀란드와 마주 하고 있다. 33개의 도시와 군-도시 급 마을이 있는데, 이를 합쳐 총 47개의 린"Linn"이 있는데, 이는 한국어로 도시와 마을을 의미한다. 에스토니아 전체 인구 70%가 바로 이 린에 거주한다.
| 도시           | 소재 주     | 인구    |
| -------------- | ----------- | ------- |
| 탈린           | 하리우 주   | 393,222 |
| 타르투         | 타르투 주   | 97,600  |
| 나르바         | 이다비루 주 | 58,663  |
| 패르누         | 패르누 주   | 39,728  |
| 코흐틀라얘르베 | 이다비루 주 | 37,201  |
| 마르두         | 하리우 주   | 17,524  |
| 빌리안디       | 빌리안디 주 | 17,473  |
| 라크베레       | 래네비루 주 | 15,264  |
| 실라매에       | 이다비루 주 | 14,252  |
| 쿠레사레       | 사레 주     | 13,166  |
| 버루           | 버루 주     | 12,667  |
| 발가           | 발가 주     | 12,261  |
| 여흐비         | 이다비루 주 | 10,775  |
| 합살루         | 래네 주     | 10,251  |
| 케일라         | 하리우 주   | 9,763   |
| 파이데         | 얘르바 주   | 8,228   |
| 타파           | 래네비루 주 | 5,896   |
| 펄바           | 펄바 주     | 5,767   |
| 키비올리       | 이다비루 주 | 5,634   |
| 엘바           | 타르투 주   | 5,607   |

### 종교
에스토니아의 종교별 인구 비율 (2011년)

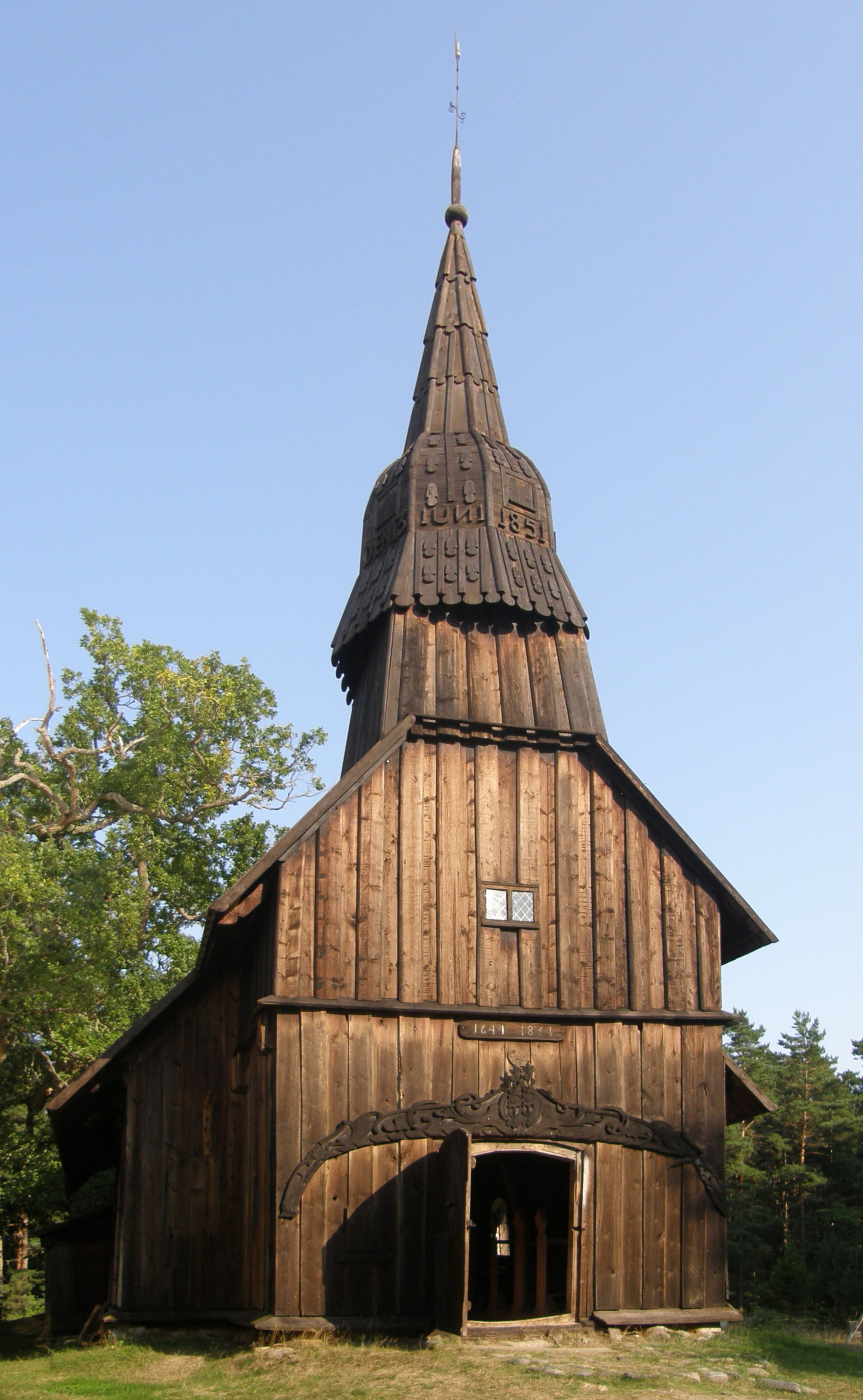
루흐누 교회. 1644년 지어졌으며 현존하는 건물 중 에스토니아에서 가장 오래된 나무 건축물로 꼽힌다.

에스토니아는 헌법에 따라 종교의 자유가 보장되어 있으며, 다채롭고 뿌리깊은 종교 역사를 지닌 나라이다. 하지만 오늘날 에스토니아는 전 세계에서 가장 비종교적인 국가로, 최근 인구조사에 따르면 전체 인구의 대다수가 본인을 무교로 밝히거나 무응답인 것으로 집계된다. 종교를 갖고 있는 국민 사이에서 가장 큰 비중을 차지하는 종교는 기독교이며, 루터교와 정교회를 필두로 여러 기독교 교파가 존재한다. 그 다음으로는 극소수의 비기독교 신자가 차지하며 유대교, 이슬람교, 불교 순이다. 통계에 따라서는 전체 인구 중 절반이 기독교도, 나머지 절반이 무교 혹은 무응답으로 조사된 결과도 있다.
2011년 기준 전체 인구 중 14%만이 종교가 일상생활에서 중요하다고 답했다. 2011년 통계에 따르면 동방 정교회 그리스도인이 17만 6천여명, 루터교 개신교인이 10만 8천여명, 로마 가톨릭교회가 4천 5백여명, 여호와의 증인을 믿는 사람이 4천 여명이었다. 그 중에서도 러시아 정교회를 믿는 사람들은 거의 대부분 러시아인들이라고 한다.
헨리 리보니아 연대기에 따르면 고대 에스토니아 지역에 살았던 외셀인들은 타라피타 (Tharapita)라는 신을 믿는다며 토착신앙이 존재했음을 기록하고 있다. 이후 13세기 들어 튜턴 기사단이 기독교를 처음으로 전파하였고, 뒤이은 프로테스탄트 개혁의 영향으로 1686년 루터교가 자리를 잡았다. 제2차 세계 대전 발발 이전에는 에스토니아 국민의 약 80%가 개신교도로, 루터교 신자가 압도적이었다. 그 다음으로는 칼뱅교와 기타 개신교 교파가 차지하였다. 다만 19세기까지만 하더라도 독일의 봉건 통치에 따라 종교가 전파되었기에, 에스토니아 사람들은 특별히 종교에 충실하지 않다고 밝히는 경우가 많다. 이 밖에도 타르투주 페이푸스호 인근 지역에는 러시아계 구교도 신자가 예로부터 소수 분포한 것으로 알려져 있다.

### 언어

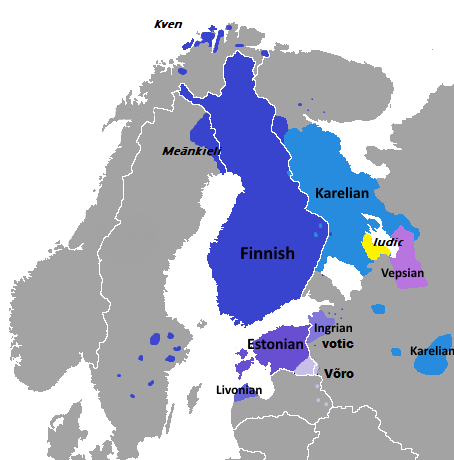
북유럽의 핀어군 계열 언어의 분포도

에스토니아의 공용어로는 에스토니아어가 있다. 에스토니아어는 우랄어족의 한 갈래인 핀어군에 속하며, 핀란드어와 유사하다. 이웃국가에서 사용하는 스웨덴어, 라트비아어, 러시아어는 모두 인도유럽어족에 속하기 때문에, 소수의 어휘를 차용한 점을 제외하면 언어의 기원상 관련이 없다. 유럽의 언어 중에서도 인도유럽어족이 아닌 몇 안되는 언어이기도 하다.
에스토니아어는 독일어와 유사한 어휘를 많이 찾아볼 수 있는데, 이는 에스토니아어의 전체 어휘 중 3분의 1가량을 독일어로부터 들여왔기 때문이다. 특히 중세 시대 독일어권 국가의 지배를 거치면서 영향을 받은 저지 작센어 (중세 저지 독일어)와 고지 독일어 (표준 독일어)로부터 유래한 어휘가 많았다. 이들 저지작센어와 고지독일어에서 유래한 어휘는 22~25%에 달하는 것으로 집계되며, 저지작센어 유래 어휘만 15%에 달한다.
에스토니아어 외에 지역 언어가 4개 있는데 이들을 남부 에스토니아어라고 부르며, 총 사용인구는 10만 여명 정도 된다. 지역 언어로는 가장 많이 쓰이는 버로어(7만 여명이 사용) 그리고 세투어, 물기어, 타르투어가 있다. 남부 에스토니아어라는 이름답게 에스토니아 남부와 동부에서 사용하며, 계통적으로는 북부 에스토니아어와 별개의 언어다. 하지만 전통적으로, 또 공식적으로는 별개의 언어가 아닌 에스토니아어의 지역 방언으로 취급되고 있다.
에스토니아에서 가장 많이 쓰이는 소수언어로 러시아어가 있다. 에스토니아 북동부의 나르바 같은 지역에서는 에스토니아어 화자가 소수고 러시아어 화자가 대부분인 마을도 많다. 연령별로는 40대에서 70대 에스토니아인들이 알고 있는 경우가 많은데, 이는 1944년부터 1990년까지 에스토니아가 소련에 편입되어 있던 시절의 영향으로, 제2언어로 의무교육을 실시했기 때문이다. 소련 해체 직후인 1990년부터 러시아어는 에스토니아 언어법에 따라 특별언어 지위를 공식적으로 부여받기도 했으나, 1995년부로 해당 지위는 사라졌다. 90년대 말에 이르러서도 구소련 시절 러시아 출신 노동이민자 1세대와 2세대 대다수가 에스토니아어를 사용하지 못하는 것으로 조사되었으며, 2010년 통계에서는 비에스토니아인 중 64.1%가 에스토니아어를 사용할 줄 아는 것으로 조사됐다. 러시아어 화자들은 수도 탈린과 이다비루주의 산업지역에 집중적으로 거주하고 있다.
이 밖에 스웨덴어 사용 지역도 존재한다. 13세기경부터 20세기까지 에스토니아의 주요 소수언어였으며, 주로 에스토니아의 발트해 연안과 섬 (히우마섬, 보름시섬, 루흐누섬)을 따라 스웨덴어 화자들이 정착해 있었다. 에스토니아가 처음 독립국이 되었던 시절, 이들 지역의 지자체는 스웨덴어를 행정상의 언어로 인정하였고, 의회에서 스웨덴어권 대표 의원이 선출되어 회의 시에 모국어를 사용할 수 있도록 허용하는 등 좋은 대우를 받았으며, 스웨덴과 에스토니아의 문화 융합도 이뤄졌다. 하지만 제2차 세계 대전을 거치면서 대다수 스웨덴어 화자들은 스웨덴으로 이주하였고, 결정적으로 1944년 소련의 에스토니아 침공 및 합병으로 러시아어에 밀려 극소수의 고령층만 사용하게 되었다. 그럼에도 불구하고 오늘날 스웨덴어는 러시아어 다음으로 많이 사용되는 언어이며, 22개의 작은 마을에서 스웨덴어와 에스토니아어가 혼용된다고 한다. 스웨덴어의 영향력이 뚜렷한 지역으로는 래네주의 노아로치교구 지역이 꼽히는데, 대부분 마을에서 에스토니아와 스웨덴어를 병기한 지명과 거리 표지판을 쉽게 찾아볼 수 있다.
에스토니아에서 제2외국어 중에는 영어, 러시아어, 독일어, 프랑스어를 택하는 경우가 많으며, 핀란드어, 스페인어, 스웨덴어도 인기가 있다.

## 문화
에스토니아의 문화적 수준은 매우 높다. 이 나라의 문맹율은 0.2% 미만이다.

### 음악
매년 유로비전 송 콘테스트에 참가하며 자국의 음악 축제인 Laulupidu를 연다. 대표적인 가수로는 레나 쿠르마, 컬리, 오트 레플란드, 비르기트 어이게멜 등이 있다.

### 에스토니아
- 에스토니아 전자정부 보관됨 2011-07-20 - 웨이백 머신
- (에스토니아어/러시아어/영어) 에스토니아 문화부 공식홈페이지
- (에스토니아어/러시아어/영어) 에스토니아 대통령 홈페이지
- (에스토니아어/러시아어/영어) 에스토니아 관광
- (에스토니아어/러시아어/영어) 에스토니아 외무부

### 대한민국
- 주핀란드 대사관의 에스토니아 정보
- 한국발트친선협회

### 해외
- (영어) 론리플래닛의 정보(에스토니아편)
- (영어) CIA의 세계정보(에스토니아편)보관됨 2009-04-12 - 웨이백 머신